# Жёлтая борода
«Желтая борода» (англ. Yellowbeard) — цветной художественный кинофильм режиссёра Мела Дамски, пародирующий сюжет «Острова сокровищ» Р. Л. Стивенсона.

## Сюжет
Двадцать лет назад английский пират Жёлтая Борода захватил корабль под командованием Эль Небулосо и закопал на острове сокровища. За неуплату налогов пирата посадили в тюрьму на двадцать лет. На голове своего сына жена Жёлтой Бороды вытатуировала карту, на которой было указано место, где спрятаны сокровища. Главного героя предаёт его приятель Мун, но Жёлтая Борода совершает побег из тюрьмы и вместе с сыном по имени Дэн отправляется на поиски богатства. Их сопровождают предполагаемый отец Дэна — лорд Лэмборн и его друг доктор Гилпин. Их преследуют другие охотники за сокровищами и агенты секретной службы морского флота, но, преодолев множество комичных препятствий, Дэн и его отец раскапывают спрятанные сокровища. Дэн случайно закалывает Жёлтую Бороду и тот признаёт в Дэне своего сына, ведь сам точно так же убил собственного отца. Сокровища достаются коммандору Клементу, но Дэн и его оживший отец захватывают корабль, повторяя первую сцену фильма.

## В ролях[1]
- Грэм Чэпмен — Жёлтая Борода
- Мартин Хьюит — Дэн
- Чич Марин — Эль Сегундо
- Томми Чонг — Эль Небулосо
- Питер Бойл — Мун
- Берил Рид — Леди Ламбарн
- Дэвид Боуи — Хэнсон (в титрах не указан)